# John Rogers (rugbysta)
John Rogers (ur. 1867 w Aston, zm. 30 marca 1922 w Birmingham) – angielski rugbysta, reprezentant kraju.
W latach 1890–1891 rozegrał w Home Nations Championship cztery spotkania dla angielskiej reprezentacji zdobywając jedno przyłożenie.